# 술박물관 리쿼리움
술박물관 리쿼리움은 충청북도 충주시 중앙탑면 탑평리에 있는 박물관이다. 충주호조각공원 옆에 있으며 부지면적 2,300m2, 건축연면적 약 1,000m2로 지하 1층, 지상 2층의 건물이다. 세계 최초의 종합 술 박물관으로 2005년 5월 1일 문을 열었다. 양조 증류학을 전공한 관장이 수집한 유물과 술 관련 자료 5,000여 점을 전시하고 있다. 리쿼리움은 술을 뜻하는 리쿼(liquor)와 전시관을 의미하는 접미사 리움(-rium)의 합성어로 술박물관을 의미한다. 이종기, 김종애 부부가 관장을 맡고 있다.

## 전시실 구성
와인관, 오크통관, 맥주관, 동양주관, 증류주관, 음주 문화관, 음주 체험관으로 구성되어 있으며, 전시실 별로 다루는 것들은 아래와 같다;
- 와인관: 레드, 화이트와인을 위시하여 강화와인, 스파클링와인 제조방법과 와인의 기본상식, 역사, 실물전시 등으로 구성되어 있다. 와인의 종주국인 프랑스 보르도지방 등 각 나라별로 유명한 와인과 와인산지, 라벨 등 세계 유명와인을 한 눈에 관람할 수 있다.
- 오크통관
- 맥주관
- 동양주관: 한국 전통주 ,일본과 중국 술의 제조과정과 동양주의 역사, 각 나라별 다양한 술독, 술에 관련된 그림, 술병, 술주전자, 술잔 등 이 전시되어 있다.
- 증류주관: 증류주 역사의 발전과정 및 제조과정과 럼, 진, 위스키, 테킬라, 브랜디, 리큐르에 대한 내용을 전시하고 있다.
- 음주문화관: 한∙중∙일 3국의 음주문화를 비롯한 서양의 음주문화를 전시하고 있다.
- 음주체험관: 와인시음공간이 마련되어 있으며 간단한 차와 간식도 제공한다.